# 莫焦罗什考
莫焦罗什考，是匈牙利包尔绍德-奥包乌伊-曾普伦州所辖的一个村。总面积19.17平方公里，总人口71，人口密度3.7人/平方公里（2011年1月1日）。